# The Wonders Still Awaiting
The Wonders Still Awaiting è l'ottavo album in studio del gruppo musicale tedesco Xandria, pubblicato nel 2023.

## Tracce
Musiche di Marco Heubaum.
1. Two Worlds – 7:08 (testo: Marco Heubaum)
2. Reborn – 5:13 (testo: Marco Heubaum)
3. You Will Never Be Our God – 5:11 (testo: Marco Heubaum)
4. The Wonders Still Awaiting – 4:59 (testo: Marco Heubaum)
5. Ghosts – 5:26 (testo: Ambre Vourvahis)
6. Your Stories I'll Remember – 6:21 (testo: Marco Heubaum)
7. My Curse Is My Redemption – 5:03 (testo: Marco Heubaum)
8. Illusion Is Their Name – 5:07 (testo: Marco Heubaum)
9. Paradise – 5:02 (testo: Ambre Vourvahis)
10. Mirror of Time – 6:41 (testo: Ambre Vourvahis)
11. Scars – 4:07 (testo: Ambre Vourvahis)
12. The Maiden and the Child – 4:54 (testo: Marco Heubaum)
13. Astéria – 9:08 (testo: Ambre Vourvahis)

## Formazione
Xandria
- Marco Heubaum – chitarra, tastiera, programmazione, cori
- Ambre Vourvahis – voce
- Rob Klawonn – chitarra
- Tim Schwarz – basso
- Dimitrios Gatsios – batteria

Altri musicisti
- Ralf Scheepers – voce in You Will Never Be Our God
- Ally Storch – violino, violoncello
- McAlbi – low whistle
- Johannes Schiefner – uilleann pipes